# Бедринець
Бедрине́ць (Pimpinella) — рід родини окружкових (Apiaceae). Рід містить понад 150 видів, котрі ростуть у Євразії й Африці; деякі види інтродуковані до Північної й Південної Америк.
Багаторічні трав'янисті рослини з прямостоячим стеблом і пірчастим листям. Суцвіття — складний зонтик. Бедринець — кормова рослина.

## Види
Відомо понад 150 видів (див. Список видів роду бедринець), поширених в Азії, Європі і Африці. В Україні — 4 види.
Найпоширеніший бедринець ломикаменевий (Pimpinella saxifraga). Зростає по всій Україні на сухих луках, у соснових лісах. 

## Використання
Корінь бедринця містить ефірну олію і глюкозид пімпінелін; у народній медицині використовується при катарах горла.
Аніс (Pimpinella anisum) також введений в культуру і обробляється в Україні як ефіроолійна рослина.
Pimpinella brachycarpa, відома в Кореї як чамнамуль - широко використовується у корейській кухні для намуль та кімчі.